# Лесли Талбът
Лесли „Лес“ Талбот (на английски: Frank Leslie "Les" Talbot) е английски футболист, роден на 3 август 1910 г. в Хенсфорд, Стафордшър. Започва в професионалния футбол като нападател. Кариерата му преминава през Хенсфорд, Блекбърн Роувърс, Кардиф Сити и Уолсол, преди да бъде прекратена от Втората световна война.
Интересното е, че като треньор Талбот работи единствено в Холандия. Въпреки че се подвизава в относително скромни клубове, той печели две титли. Първата е с Расинг Клуб Хеемстеде — в периода, в който първенството на страната все още не е професионално. Талбът води „Хеемстеде“ от 1949 до 1961 година. След един сезон в Бе Куик се премества в ДВС, където остава от 1962 до 1966 г. След това е в Хераклес 1966-1967 и АЗ Алкмаар 1967-1968. После се връща за един сезон в ДВС, за да приключи във ФК Айндховен от 1969 до 1972 г.
Умира на 73-годишна възраст през декември 1963 г. в болница в Алкмаар.